# برایان اینو
برایان پیتر جرج سینت جان له باپتیست د لا سیل اینو (به انگلیسی: Brian Peter George St. John le Baptiste de la Salle Eno) که در زمینهٔ حرفه‌ای با نام برایان اینو یا به‌طور مختصر اینو نیز شناخته شده است، موسیقی‌دان، تنظیم‌کننده، تهیه‌کننده، خواننده و هنرمند تجسمی انگلیسی است که به عنوان یکی از بنیان‌گذاران اصلی موسیقی امبینت شناخته می‌شود.
اینو در دورهٔ مقدماتی تحصیل خود در کالج شهری ایپسوییچ، یکی از شاگردان روی اسکات بود، سپس با الهام گرفتن از نقاشی ساده‌گرایانه به ادامهٔ تحصیل در مدرسه هنر انجمن کولچستر پرداخت. در زمان تحصیل در دورهٔ هنر این انجمن و در جلسات آموزش موسیقی که در مدرسهٔ موسیقی همجوار برگزار می‌شد، اینو در زمینهٔ نواختن و ساخت موسیقی نیز تجربیاتی کسب کرد. وی در اوایل دههٔ ۱۹۷۰ به عنوان نوازندهٔ سینث‌سایزر به گروه موسیقی راکسی میوزیک پیوست، موفقیت گروه راکسی میوزیک در زمینهٔ موسیقی گلم راک بسیار زود به دست آمد، ولی اینو خیلی زود از سفر کردن و همچنین کشمکش‌هایی که با برایان فری، خوانندهٔ اصلی گروه پیدا کرده بود، خسته شد.
موسیقی انفرادی اینو سبک‌های مختلف موسیقی تجربی و موسیقی امبینت را دربر گرفته است و همچنین با نوآوری در تکنیک‌های تهیه اثر و با تأکید بر "علم نظری در عمل"، به‌طور فوق‌العاده‌ای در شکل‌گیری موسیقی امبینت و موسیقی زایشی تأثیرگذار بوده است. وی همچنین مفهومی از موسیقی تصادفی را تا حدودی در غالب همکاری با دیگر هنرمندان موسیقی به مخاطبان ارائه داد. علاوه بر این اینو به عنوان یک تهیه کنندهٔ موسیقی و آلبوم موسیقی تأثیرگذار نیز به فعالیت پرداخته است. اینو در پایان دههٔ ۱۹۷۰، همکاری با رابرت فریپ در تهیهٔ آلبوم‌های "نو پوسی‌فوتینگ" و "ایونینگ استار"، همکاری با دیوید بویی در تهیهٔ اثری با نام "برلین تریلوژی" و مشهور کردن یک گروه موسیقی آمریکایی با نام دیوو و یک سبک تأثیر گرفته از پانک با نام نو ویو را در پروندهٔ هنری خود به ثبت رساند. او در سه آلبوم از گروه تاکینگ هدز از جمله ریمین این لایت (۱۹۸۰) به عنوان تهیه‌کننده و اجرا کننده، و در هفت آلبوم از گروه یوتو از جمله درخت جاشوا به عنوان تهیه‌کننده حضور داشته است. وی همچنین از میان دیگران به کار بر روی آثار هنرمندانی همچون گروه جیمز، لوری اندرسون، کلدپلی، پل سایمون، گریس جونز، جیمز بلیک و اسلودایو پرداخته است.